# Аортопексија
Аортопексија јесте хируршки захват који подразумева шивање узлазне аорте на задњу површину грудне кости, чиме се предњи зид душника помера напред, и на тај начин отвара њен лумен. Користи се за лечење тешке трахеомалације (болест у којој трахеја колабира услед урођене лабавости).

## Основне информације о методи
Показало се да је аортопексија ефикасна у лечењу већине случајева трахеомалације (ТМ), јер омогућава да се васкуларне структуре удаље од дисајних путева ка грудној кости. У зависности од типа ТМ, могу се усвојити различита техничка решења. 
Ако је малација секундарна због васкуларне компресије, претрахеална фасција се сецира са задњег аспекта аорте и иноминиране артерије, стварајући слободан простор и ублажавајући компресију на дисајним путевима. Друго, у присуству задњег колапса трахеалног зида, углавном повезаног са ТОФ, или након феталне ендотрахеалне оклузије, претрахеална фасција остаје нетакнута како би се омогућило да се предњи зид трахеје повуче напред са аортом, чиме се повећава лумен дисајних путева. повећањем антеропостериорног пречника трахеје.